# Byttnerioideae
Classification APG II (2003)
Sous-famille
Byttnerioideae est le nom botanique d'une sous-famille pantropicale de Malvacées. Elle comprend 26 genres (environ 650 espèces) répartis dans 4 tribus :
- tribu des Theobromateae A. Stahl (1884)
  - Theobroma L. (genre du cacao)
  - Herrania Goudot
  - Guazuma Mill.
  - Glossostemon Desf.
- tribu des Byttnerieae DC. (1824)
  - Abroma Jacq.
  - Scaphopetalum Mast.
  - Leptonychia Turcz.
  - Kleinhovia L.
  - Ayenia L.
  - Byttneria Loefl.
  - Megatritheca Cristóbal
  - Rayleya Cristóbal
- tribu des Lasiopetaleae J. Gay (1821)
  - Commersonia J.R. Forst. & G. Forst.
  - Rulingia R. Br.
  - Keraudrenia J. Gay
  - Seringia J. Gay
  - Maxwellia Baill.
  - Hannafordia F.Muell.
  - Guichenotia J. Gay
  - Lysiosepalum F.Muell.
  - Lasiopetalum Sm.
  - Thomasia J. Gay
- tribu des Hermannieae DC. (1824)
  - Hermannia L.
  - Melochia L.
  - Dicarpidium F.Muell.
  - Waltheria L.